# Zespół Eisenmengera
Zespół Eisenmengera – naczyniowa choroba płuc, zespół objawów spowodowanych prawo-lewym przeciekiem na poziomie serca lub pni tętniczych, jako powikłanie nieskorygowanych wad wrodzonych serca z początkowym przeciekiem lewo-prawym. 
Zespół ten najczęściej spowodowany jest obecnością ubytku przegrody międzykomorowej, międzyprzedsionkowej, wspólnego kanału przedsionkowo-komorowego, wspólnego pnia tętniczego lub całkowitego przełożenia wielkich pni tętniczych, który w początkowej fazie powoduje wystąpienie przecieku lewo-prawego (tzn. z lewej komory serca do prawej, zgodnie z gradientem ciśnienia). Przewlekły przepływ zwiększonej ilości krwi przez naczynia płuc prowadzi do wzrostu oporu w krążeniu płucnym, który jest nieodwracalny, ponieważ dochodzi do przerostu ściany tętniczek łożyska płucnego. Przerasta również przeciążony mięsień prawej komory, co powoduje zmianę gradientu ciśnień i odwrócenie kierunku przecieku: powstaje przeciek prawo-lewy. Nieutlenowana krew z prawej komory serca trafia do dużego krążenia, powodując niedotlenienie organizmu (objawia się to wystąpieniem sinicy centralnej). Rokowanie jest poważne, w związku z nieodwracalnością zmian w układzie krążenia. Obecnie wady serca prowadzące do rozwoju zespołu Eisenmengera są zazwyczaj wcześnie wykrywane i korygowane, zanim dojdzie do utrwalenia zmian w krążeniu. W rozwiniętej postaci zespołu jedyną metodą leczenia przyczynowego jest przeszczepienie serca i płuc. W leczeniu objawowym stosuje się leki obniżające ciśnienie w krążeniu płucnym, na przykład analogi prostacykliny (treprostynil, epoprostenol), antagonisty endoteliny (bosentan) oraz leki wzmagające produkcję tlenku azotu (syldenafil).
Zespół opisał jako pierwszy Victor Eisenmenger w 1897. Nazwę zespołu Eisenmengera wprowadził Paul Wood w 1959.